# Marinebasis Gadschijewo
Die Marinebasis Gadschijewo (russisch ЗАТО Гаджиево/ Transkription SATO Gadschijewo) bestehend aus den Liegeplätzen Jagelnaja (deutsch: „die Flechtige“, auch genannt Skalisty „die Felsige“) und Olenja Guba („Rentierbucht“) ist eine Marinebasis der Nordflotte der russischen Marine in der Stadt Gadschijewo auf der Halbinsel Kola.

## Geschichte

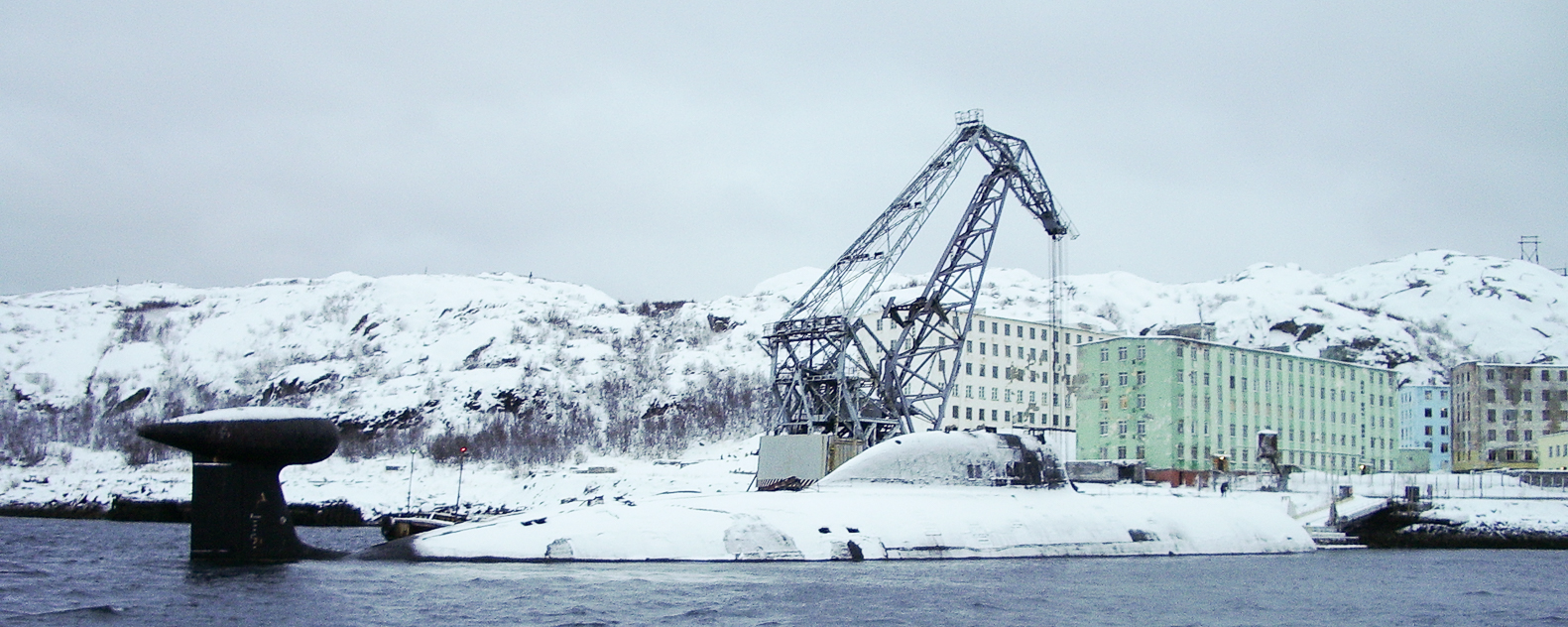
Ein Jagd-U-Boot der Akula-Klasse am Kai der Marinebasis Gadschijewo (2008)

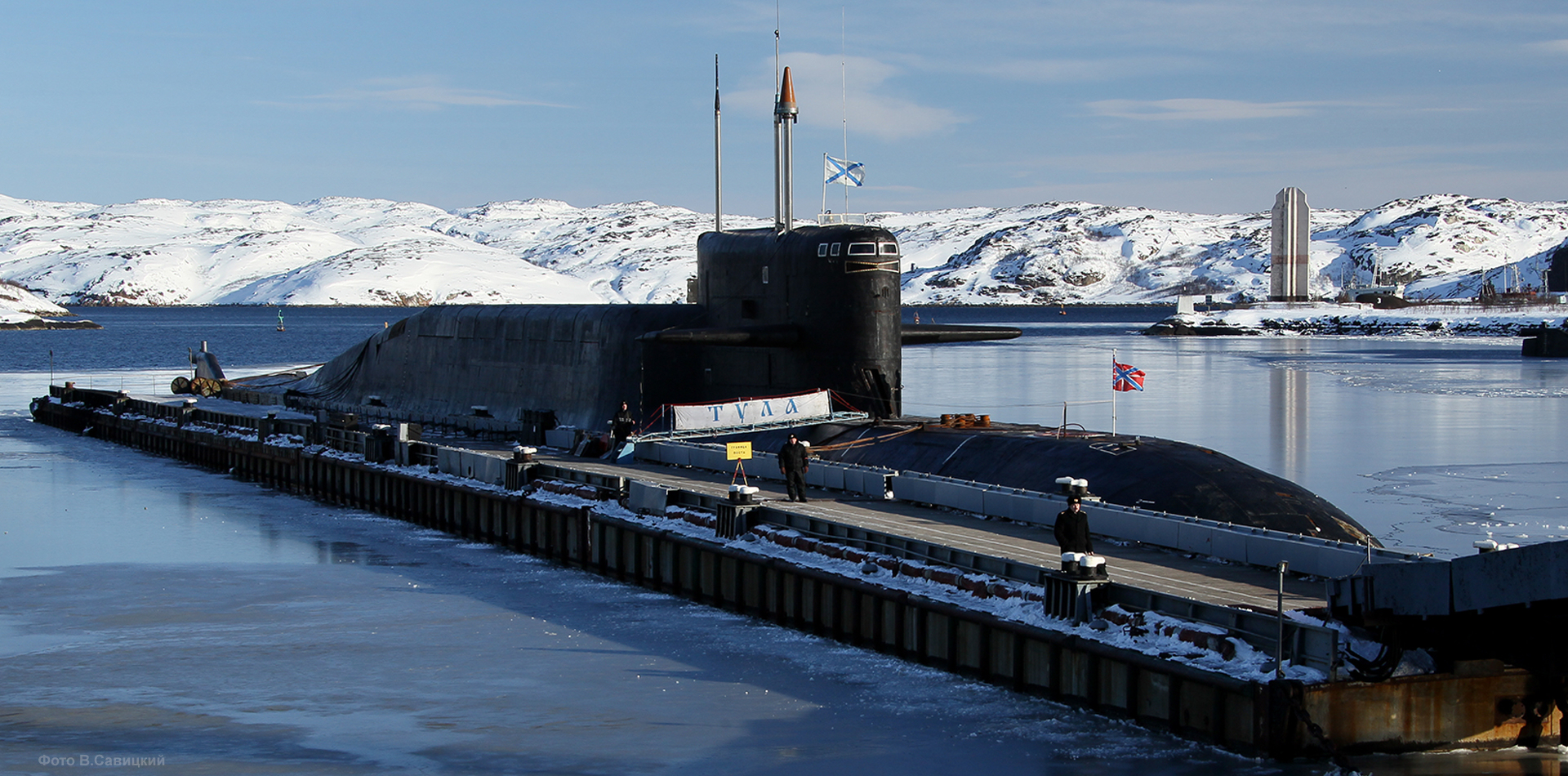
Ein Raketen-U-Boot der Delta-IV-Klasse in Gadschijewo (2012)

Die Basis wurde im Jahre 1956 eröffnet und diente als Stützpunkt für diesel-elektrische U-Boote. Ab 1963 wurden auch Atom-U-Boote dort stationiert, unter anderem die 1986 gesunkene K-219.
Im Jahre 1995 drohte eine Katastrophe auf der Basis, als der Stromversorger Kolenergo auf Grund von nicht bezahlten Stromrechnungen in Höhe von 4,4 Mio. US-Dollar die Stromzufuhr kappte, wodurch Reaktoren von mindestens einem, laut anderen Berichten vier Atom-U-Booten, überhitzten. Kolenergo wurde gezwungen die Stromzufuhr wieder zu starten, und eine Kernschmelze wurde verhindert.
Heute liegen dort SSBN-U-Boote der Klassen Delta IV bzw. Borei und der Stützpunkt ist Heimatbasis der 24. U-Boot-Division mit ihren SSN-Booten der Akula-Klasse, außerdem dient die Basis als Standort für eine Entsorgungsanlage für die Brennstoffe von außer Dienst gestellten U-Booten, dort sollen 200 m³ flüssiger und 2.037 m³ fester radioaktiver Abfall lagern. In der angrenzenden Sajda-Bucht befindet sich ein Schiffsfriedhof und das mit deutscher Unterstützung gebaute, weltweit größte Lager ausgedienter Reaktoren von Atom-U-Booten.
Im Jahr 2018 stellten westliche Beobachter anhand von Satellitenaufnahmen umfangreiche Bauarbeiten an der Marinebasis und an der knapp 20 km südöstlich gelegenen Depotanlage Guba Okalnaya/Territorium Nr. 4 fest. Dieser ist einer von fünf Lagerorten für Atomwaffen auf der Halbinsel Kola und wird als größte Anlage dieser Art im gesamten nördlichen Russland angesehen. Nach Ende der Bauarbeiten dürften dort rund 50 Munitionsbunker zur Verfügung stehen. Weitere rund zehn befanden sich unmittelbar an der Marinebasis im Bau, darunter vier, die als Aufbewahrungsorte für Raketen des Typs Bulawa identifiziert werden.